# Hazen (Dakota del Nord)
Hazen è un centro abitato (city) degli Stati Uniti d'America, situato nella Contea di Mercer, nello Stato del Dakota del Nord. Nel censimento del 2000 la popolazione era di 2.457 abitanti. La città è stata fondata nel 1913. A causa della vicinanza con Beulah, le due città sono spesso indicate con il nome di Beulah-Hazen.

## Geografia fisica
Secondo i rilevamenti dell'United States Census Bureau, la località di Hazen si estende su una superficie di 3,20 km², tutti occupati da terre.

## Popolazione
Secondo il censimento del 2000, a Hazen vivevano 2.457 persone, ed erano presenti 684 gruppi familiari. La densità di popolazione era di 765 ab./km². Nel territorio comunale si trovavano 1.131 unità edificate. Per quanto riguarda la composizione etnica degli abitanti, il 97,07% era bianco, lo 0,12% era afroamericano, l'1,75% era nativo, lo 0,28% proveniva dall'Asia e lo 0,16% proveniva dall'Oceano Pacifico. Lo 0,08% apparteneva ad altre razze, mentre lo 0,53% apparteneva a due o più. La popolazione di ogni razza ispanica corrispondeva allo 0,37% degli abitanti.
Per quanto riguarda la suddivisione della popolazione in fasce d'età, il 30,0% era al di sotto dei 18, il 4,1% fra i 18 e i 24, il 27,9% fra i 25 e i 44, il 24,9% fra i 45 e i 64, mentre infine il 13,0% era al di sopra dei 65 anni di età. L'età media della popolazione era di 40 anni. Per ogni 100 donne residenti vivevano 97,8 maschi.